# Eric Von Essen
Eric Von Essen  (* 30. Juni 1954; † 14. August 1997) war ein  US-amerikanischer Bassist, Cellist und Komponist des Avantgarde Jazz.

## Leben und Wirken
Von Essens Mutter ist die aus Indien stammende Bharatanatyam-Tänzerin und Professorin Medha B. Yodh (1927–2007), die ab 1976 an der University of California, Los Angeles lehrte. Er zog Mitte der 1970er nach Los Angeles, um an der gleichen Hochschule zu studieren. 1978 spielte er im Young Musicians Foundation Debut Orchestra, wo er Jeff Gauthier kennenlernte und eine  langjährige Zusammenarbeit begann. Mit den Brüdern  Alex und Nels Cline gründeten sie 1979 das Ensemble Quartet Music, das bis 1990 bestand. Während seiner Arbeit mit Quartet Music studierte von Essen Tablaspiel in Indien. Er gehörte ab den späten 1970er Jahren der  West Coast Jazz Szene an und arbeitete u. a. mit Jimmy Rowles, Bob Brookmeyer/Alan Broadbent (Oslo, 1986) und Tom Harrell.
1989 erhielt Quartet Music einen Kompositionsauftrag, Musik für eine Aufführung mit der Milwaukee Symphony zu schreiben.  Eric von Essen schrieb Prayer for James Pt. 1 and Pt. 2 und orchestrierte drei weitere schon vorhandene Stücke der Gruppe für den Kompositionsauftrag.
1992 war Eric von Essen Bassist der Lighthouse All-Stars und trat im Lighthouse Cafe in Hermosa Beach zusammen mit Shorty Rogers und Bud Shank auf.  Außerdem spielte er u. a. mit Frank Morgan, Yusef Lateef, Vinny Golia und Mike Campbell. Für sieben Jahre leitete er das Jazz Tap Ensemble, in dem er mit Stacy Rowles zusammenarbeitete. Seit 1990 spielte er im Trio mit Cecilia Coleman. 1993 wirkte er bei Lou Levys Verve-Album Ya Know mit; 1994 begleitete er zusammen mit Jimmy Rowles die Sängerin Jeri Brown (A Timeless Place). Mitte der 1990er Jahre zog er nach Schweden, um einem Konservatorium zu unterrichten. Dort starb er an Herzversagen.
Posthum erschien auf Jeff Gauthiers Label Cryptogramophone 2000 das Tribut-Album The Music of Eric von Essen, Vol. 1, in dem Eric von Essens Kompositionen von Künstlern wie Alan Broadbent, Alex Cline, Nels Cline, Stacy Rowles, Peter Erskine, Alan Pasqua, Joel Hamilton und Gauthier selbst interpretiert wurden. Gauthier setzte die Edition mit Vol. II und Vol. III fort.

## Diskographische Hinweise
- Alex Cline: The Lamp and the Star (ECM, 1987)
- Nels Cline: Angelica (Enja, 1987)
- Art Farmer: Central Avenue Breakdown (Contemporary Records, 1989)
- Jeff Gauthier: Internal Memo (Nine Winds, 1993)
- Lou Levy: Ya Know (Verve, 1993)
- Jimmy Rowles: Remember When (Mastermix, 1989) Duo